# Донья-Менсія
Донья-Менсія (ісп. Doña Mencía) — муніципалітет в Іспанії, у складі автономної спільноти Андалусія, у провінції Кордова. Населення — 5029 осіб (2010).
Муніципалітет розташований на відстані близько 320 км на південь від Мадрида, 55 км на південний схід від Кордови.

## Демографія
Динаміка населення (INE ):

## Галерея зображень

Розташування муніципалітету у провінції Кордова